# Buffalo Soldier

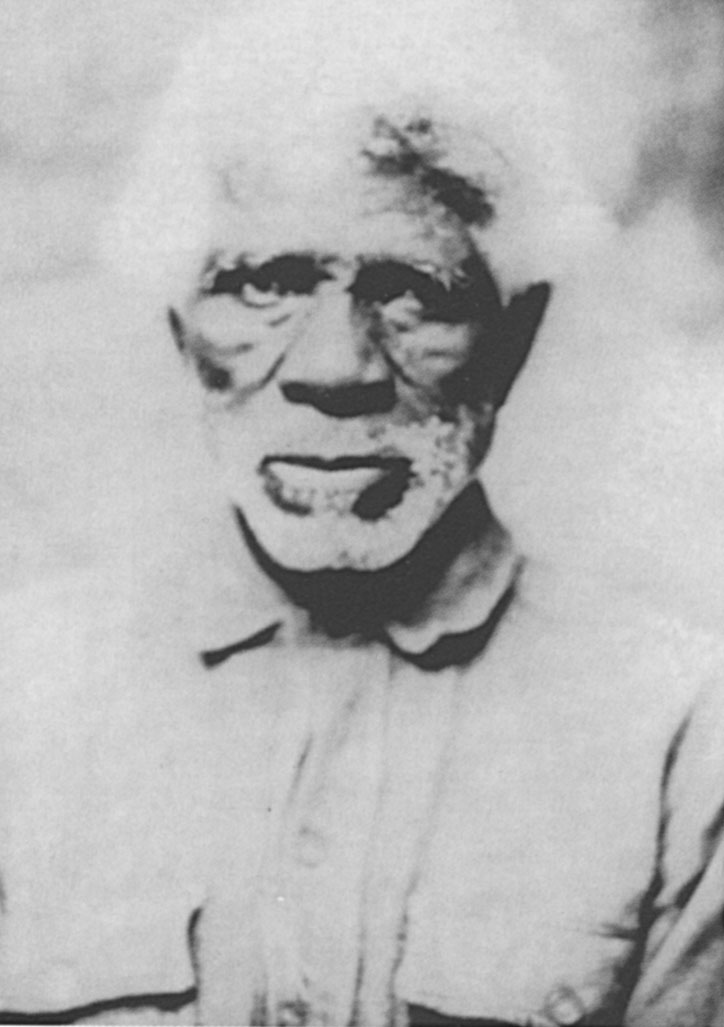
Pompey Factor, Buffalo Soldier decorato con la Medaglia d'onore del Congresso nel 1875.

Buffalo Soldier, ossia "Soldato bisonte", è il soprannome conferito originariamente ai membri del 10º Reggimento di Cavalleria dell'Esercito degli Stati Uniti dalle tribù dei Nativi Americani contro cui combattevano. Il reggimento fu creato il 21 settembre 1866 a Fort Leavenworth, Kansas. Alla fine il termine incluse il 9° e 10º Reggimento di Cavalleria, il 24° e il 25º Reggimento di Fanteria, nonché il 27° e il 28º Reggimento di Cavalleria.

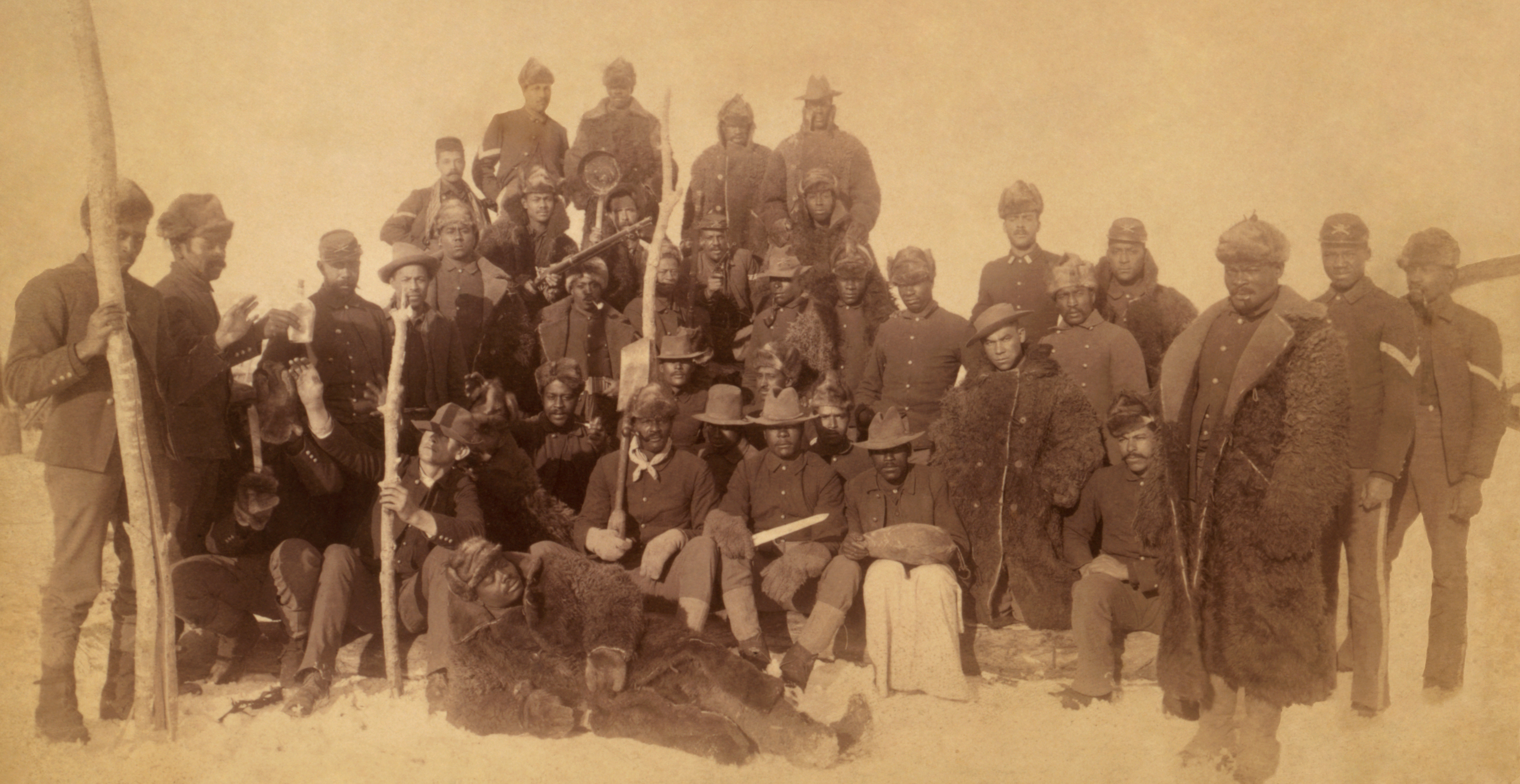
Buffalo soldiers del 25º Reggimento di Fanteria, 1890

Anche se durante la guerra di secessione molti reggimenti afroamericani furono reclutati per combattere a fianco dell'Esercito dell'Unione (inclusi il famoso 54º Reggimento di Fanteria di Volontari del Massachusetts e i numerosi Reggimenti delle United States Colored Troops), i "Buffalo Soldiers" furono istituiti dal Congresso degli Stati Uniti come i primi reggimenti composti interamente da afroamericani dell'esercito regolare statunitense, in tempo di pace. I reggimenti erano sottoposti a segregazione razziale, poiché l'esercito americano non avrebbe desegregato fino al 1948. 
Il 6 settembre 2005 morì, all'età di 111 anni, Mark Matthews, il più anziano Buffalo Soldier ancora in vita. Fu sepolto nel Cimitero nazionale di Arlington.

## Origini del nome

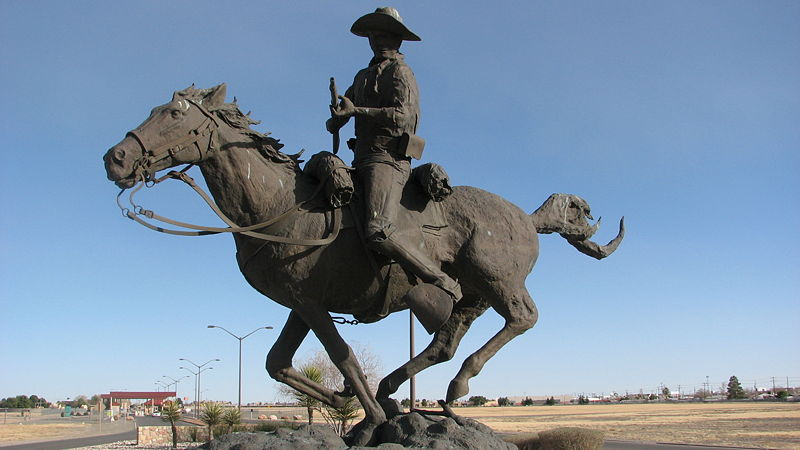
Monumento al Buffalo Soldier di El Paso, a Fort Bliss, raffigurante il caporale John Ross, I Squadrone, 9º Cavalleria, durante uno scontro tra i Monti Guadalupe nel corso delle Guerre indiane

Le fonti discordano sull'inizio del soprannome "soldati bisonte". Secondo il Museo Nazionale dei Buffalo Soldiers, il nome ebbe origine con i guerrieri Cheyenne nel 1867, che utilizzarono in realtà l'espressione "bisonti selvaggi" per riferirsi alle truppe statunitensi. Tuttavia, lo scrittore Walter Hill, sulla base di un resoconto del colonnello Benjamin Grierson, fondatore del 10º Reggimento di Cavalleria, attribuiva l'origine del nome ai Comanche, durante una campagna del 1871.
Si ritiene che i Nativi Americani chiamassero le truppe di colore della cavalleria "soldati bisonte" in segno di rispetto per la loro fiera abilità di combattenti oppure per i loro capelli ricci e scuri, che assomigliavano al mantello di un bisonte o bufalo, o anche per entrambi i motivi.

## Il loro servizio

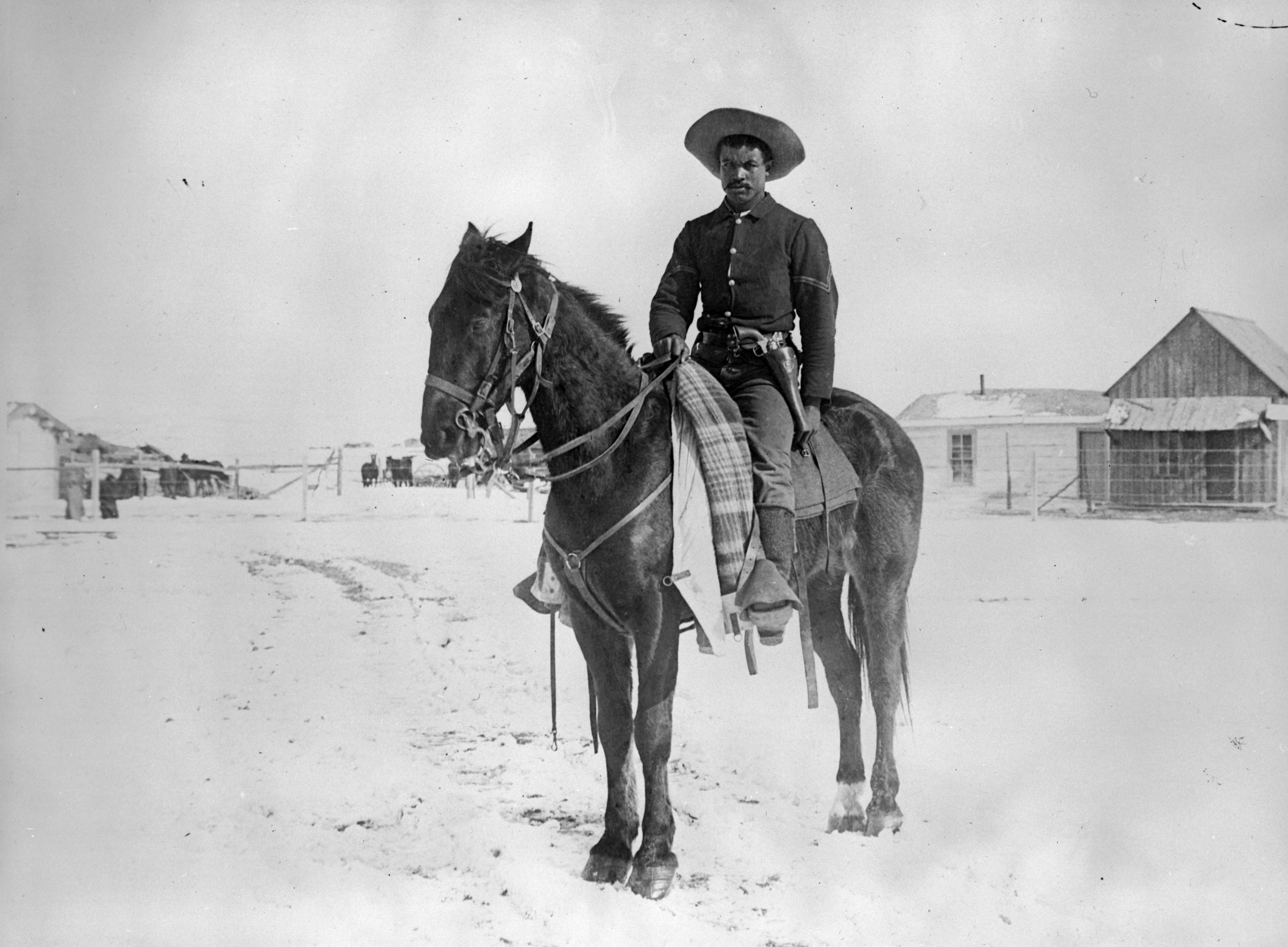
Buffalo Soldier del 9º Cavalleria, 1890.

Durante la Guerra di secessione, il governo degli Stati Uniti organizzò una serie di reggimenti noti genericamente come United States Colored Troops, composti di soldati neri guidati da ufficiali bianchi. Dopo la guerra il Congresso riorganizzò l'Esercito e autorizzò la creazione di due reggimenti di cavalleria per soldati neri, il 9º ed il 10º Reggimento di Cavalleria, nonché di quattro reggimenti di fanteria sempre per soldati di colore, il 38º, 39º , 40º e 41º Reggimento di Fanteria. Il 38° e il 41° furono riorganizzati nel 25º Reggimento di Fanteria, con base a Jackson Barracks a New Orleans, nel novembre 1869. Il 39° e 40°, a loro volta, furono riorganizzati nel 24º Reggimento di Fanteria, con base a Fort Clark, in Texas, nell'aprile 1869. Tutte queste unità erano composte da soldati neri comandati da ufficiali bianchi come Benjamin Grierson o Ranald S. Mackenzie e, occasionalmente, da ufficiali neri come Henry O. Flipper il primo ufficiale afro-americano (e, non casualmente, uno dei pochi deferiti alla Corte Marziale e condannati per appropriazione indebita di fondi reggimentali, accusa poi dimostrata assolutamente infondata). Dal 1866 ai primi anni 1890, questi reggimenti prestarono servizio in vari avamposti nelle regioni del Sudovest degli Stati Uniti (Guerre apache) e delle Grandi Pianure. Parteciparono alla maggior parte delle campagne militari che ebbero luogo in queste zone, distinguendosi con onore. Tredici soldati e sei ufficiali di questi quattro reggimenti furono decorati con la Medaglia d'onore del Congresso durante le Guerre indiane. Oltre alle campagne militari, i Buffalo Soldiers svolsero vari altri compiti lungo la frontiera, dalla costruzione delle strade alla scorta del servizio postale degli Stati Uniti.
Dopo la fine delle Guerre indiane negli anni 1890, questi reggimenti continuarono a prestare servizio e parteciparono alla Guerra ispano-americana (distinguendosi anche nella celebre battaglia della Collina di San Juan), in cui ricevettero altre cinque Medaglie d'onore. Presero inoltre parte alla Spedizione contro Pancho Villa del 1916 in Messico e alla Guerra filippino-americana.
Un'impresa meno conosciuta fu la partecipazione del 9º Cavalleria alla leggendaria Guerra della Contea di Johnson, una guerra per la terra che ebbe luogo nel 1892 nella Contea di Johnson (Wyoming) tra piccoli agricoltori e grandi, ricchi proprietari di ranch. La vicenda culminò in una lunga serie di sparatorie tra agricoltori locali, una banda di sicari prezzolati e una posse dello sceriffo. Il Presidente degli Stati Uniti ordinò allora al 6º Cavalleria di intervenire per reprimere la violenza e catturare la banda dei killer. Subito dopo, però, il 9º Cavalleria fu chiamato appositamente a sostituire le truppe del 6°. Queste ultime, infatti, erano cadute sotto l'influenza delle pressioni politiche e sociali locali e non erano più in grado di mantenere l'ordine in quell'ambiente così teso. I Buffalo Soldiers ubbidirono agli ordini e nel giro di due settimane arrivarono dal Nebraska, stabilendo la loro base nella città ferroviaria di Suggs (Wyoming), creando "Camp Bettens" malgrado l'atteggiamento decisamente razzista ed ostile della popolazione locale. Un soldato fu ucciso e due feriti in scontri a fuoco con la gente del posto. Nondimeno, il 9º Cavalleria rimase in Wyoming per quasi un anno per sedare le tensioni nella zona.

### Contributi nei parchi
Un altro contributo poco conosciuto dei Buffalo Soldiers coinvolse otto soldati del 9º Reggimento di Cavalleria ed una compagnia del 24º Reggimento di Fanteria, che furono tra i primi a prestare servizio nella Sierra Nevada in California come guardie forestali (rangers) dei parchi nazionali.
Nel 1899, i Buffalo Soldiers della Compagnia H, 24º Reggimento di Fanteria, svolsero servizio per un breve periodo nei Parchi nazionali di Yosemite, di Sequoia e del Generale Grant (Kings Canyon).
I reggimenti dell'Esercito statunitense avevano prestato servizio in questi parchi nazionali fin dal 1891, ma fino al 1899 erano solo soldati bianchi. A cominciare dal 1899 e continuando fino al 1903 e al 1904, i reggimenti afroamericani lavorarono durante i mesi estivi nel secondo e nel terzo parco nazionale più vecchi degli Stati Uniti (Sequoia e Yosemite). Poiché questi soldati prestarono servizio prima che fosse creato il Servizio dei Parchi nazionali (1916), essi furono a tutti gli effetti dei guardaparchi o park rangers ante litteram.

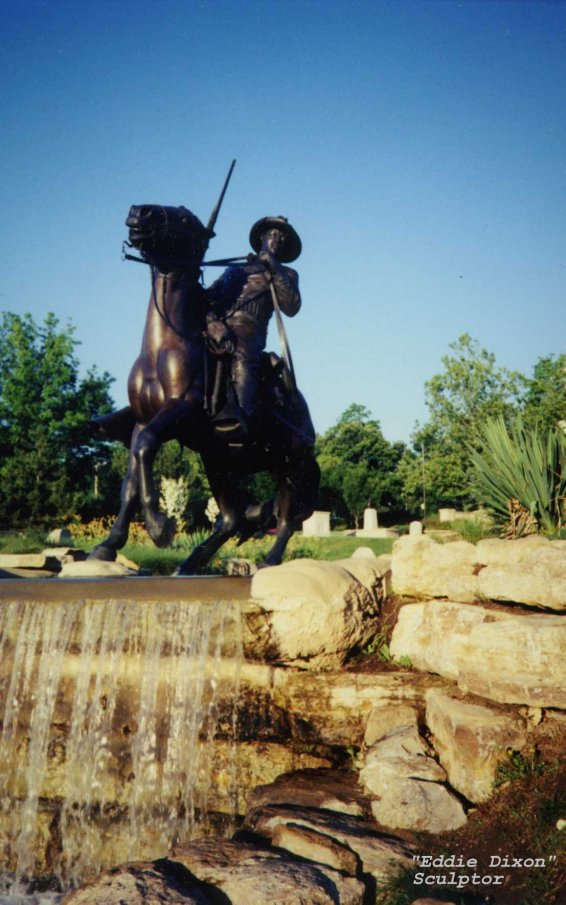
Monumento al Buffalo Soldier a Fort Leavenworth, Kansas

Un particolare soldato bisonte spicca nella storia: il capitano Charles Young, che prestò servizio nello Squadrone I, 9º Reggimento di Cavalleria, presso il Parco nazionale di Sequoia durante l'estate del 1903. Charles Young fu il terzo afroamericano a diplomarsi nell'Accademia Militare degli Stati Uniti. All'epoca della sua morte, era l'afroamericano di più alto grado nelle forze armate degli Stati Uniti. Nel 1903 entrò nella storia diventando Sovrintendente militare reggente dei Parchi nazionali di Sequoia e del Generale Grant, primo afroamericano a ricoprire una simile carica. Durante la sua permanenza in carica nel parco, diede ad una sequoia gigante il nome di Booker T. Washington. Recentemente, un'altra sequoia gigante nella Foresta Gigante del parco è stata battezzata in onore dello stesso capitano Young, nel corso di una cerimonia a cui hanno assistito alcuni dei suoi discendenti.
Nel 1903, i Cavalleggeri del 9° costruirono nel Parco nazionale di Sequoia il primo sentiero in cima al Monte Whitney, la più alta montagna dei contigui Stati Uniti. Costruirono altresì la prima strada per carri nella Foresta gigante, il più famoso bosco di sequoie giganti dello stesso parco.
Nel 1904, gli stessi Cavalleggeri del 9° costruirono nel Parco nazionale di Yosemite un arboreto sulla South Fork of the Merced nella sezione meridionale del parco. Quest'arboreto era attrezzato con sentieri e panchine, e alcune piante erano identificate sia in inglese sia in latino. L'alboreto dello Yosemite è considerato il primo museo nel sistema dei parchi nazionali.
Nella Sierra Nevada, i Buffalo Soldiers sopportavano regolarmente lunghi giorni in sella, razioni scarse, il razzismo e la lontananza dalla famiglia e dagli amici. Come intendenti militari, i reggimenti di cavalleria e fanteria afroamericani protessero i parchi nazionali dal pascolo illegale, dalla caccia di frodo, dai ladri di legname e dagli incendi delle foreste. Il ranger del Parco di Yosemite Shelton Johnson ricercò e ricostruì la storia dei Buffalo Soldiers della Sierra Nevada.
In totale, 23 Buffalo Soldiers ricevettero la Medaglia d'onore, il numero più alto di qualsiasi unità militare degli Stati Uniti.

## Pregiudizi sistematici

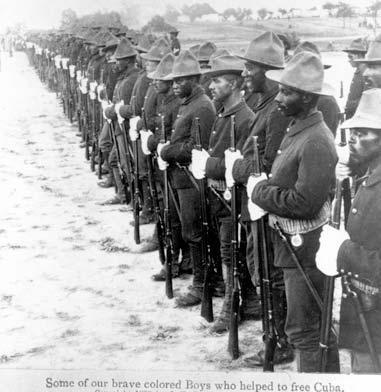
I Buffalo Soldiers che parteciparono alla Guerra ispano-americana.

I Buffalo Soldiers si trovarono spesso di fronte a pregiudizi razziali, sia da parte di altri membri dell'Esercito degli Stati Uniti, sia da parte di civili nelle aree in cui erano distaccati, i quali ebbero occasionalmente reazioni violente nei loro confronti. I Buffalo Soldiers furono attaccati nel corso di disordini razziali a Rio Grande City nel 1899, a Brownsville (Texas) nel 1906 e a Houston (Texas) nel 1917.
I Buffalo Soldiers non parteciparono come unità organizzate alla prima guerra mondiale, ma alcuni sottufficiali con esperienza furono assegnati ad altre unità nere segregate destinate al combattimento (come il 317º Battaglione dei Genieri).
All'inizio del XX secolo i Buffalo Soldiers si trovarono ad essere utilizzati più come forza lavoro e truppe di servizio piuttosto che come unità destinate al combattimento attivo. Durante la seconda guerra mondiale il 9º e il 10º Reggimento di Cavalleria furono smantellati e i soldati che ne facevano parte vennero trasferiti in unità ausiliarie, insieme all'intera 2ª Divisione di Cavalleria.

## Seconda guerra mondiale
Ciononostante, uno dei reggimenti di fanteria, il 24°, prestò servizio in combattimento nel teatro di guerra del Pacifico.

Stemma della 92ª Divisione di Fanteria

A entrambe le guerre mondiali prese parte la 92ª Divisione di Fanteria, soprannominata la "Divisione dei Soldati Bisonte" (Buffalo Soldier Division), che combatté durante la Campagna d'Italia nel teatro di guerra del Mediterraneo. Anche la 93ª Divisione di Fanteria - compreso il 25º Reggimento di Fanteria - prestò servizio nel teatro del Pacifico.
Malgrado una certa resistenza ufficiale e talune barriere amministrative, durante la Seconda guerra mondiale i soldati di colore furono impiegati in tutte le unità: ad esempio furono addestrati aviatori neri, che giocarono un ruolo importante nella guerra aerea in Europa, guadagnandosi una reputazione di abilità e coraggio (cfr. Avieri di Tuskegee.) All'inizio del 1945, dopo l'Offensiva delle Ardenne, le forze americane in Europa si trovarono a corto di truppe combattenti. L'embargo sull'utilizzo di soldati neri in combattimento fu quindi allentato. La storia militare americana ufficiale dice in proposito:
"Posto di fronte ad una scarsità di rimpiazzi di fanteria durante la controffensiva del nemico, il generale Eisenhower offrì ai soldati neri delle unità ausiliarie un'opportunità di offrirsi volontari per servire in fanteria. Più di 4.500 risposero, molti accettando riduzioni del grado per soddisfare i requisiti specificati. Il 6º Gruppo d'Armata formò questi uomini in compagnie provvisorie, mentre il 12º Gruppo d'Armata li impiegò come plotone aggiuntivo nelle compagnie di fucilieri esistenti. L'eccellente stato di servizio stabilito da questi volontari, particolarmente da quelli che prestavano servizio nei plotoni, preluse ai grandi cambiamenti del dopoguerra nel tradizionale approccio all'impiego di truppe nere."

## La Guerra di Corea e l'integrazione
Il 24º Reggimento di Fanteria partecipò ai combattimenti durante la Guerra di Corea e fu l'ultimo reggimento "segregato" (cioè formato unicamente da soldati di colore) ad impegnarsi in combattimento. Esso fu smantellato nel 1951 ed i suoi soldati furono integrati in altre unità in Corea. Il 12 dicembre 1951 le ultime unità di Buffalo Soldiers, il 27º Cavalleria e il 28º Cavalleria (montata), furono smantellate. Il 28° era già stato sciolto ad Assi-Okba, Algeria, nell'aprile del 1944 in Nord Africa, segnando con ciò la fine del reggimento.
Monumenti ai Buffalo Soldiers si trovano in Kansas a Fort Leavenworth e a Junction City. L'allora Capo dello stato maggiore congiunto Colin Powell fu l'oratore invitato per lo scoprimento del monumento di Fort Leavenworth nel luglio 1992.

## Controversie
In anni recenti, l'impiego dei Buffalo Soldiers da parte dell'Esercito degli Stati Uniti nelle Guerre indiane è stato oggetto di una rivalutazione complessiva, che ha condotto alcuni storici culturali a considerarli come semplici "truppe d'assalto" o strumenti dei presunti ideali di espansionismo forzato del governo degli Stati Uniti a spese dei Nativi americani. Questa opinione diverge completamente dalla considerazione storico-culturale che vede invece il ruolo dei Buffalo Soldiers nelle forze armate come una rara eccezione nel generale clima dell'epoca di discriminazione socioeconomica delle persone di colore. Il loro servizio può essere giudicato in entrambi i modi.

## Nella cultura di massa

### Musica
- La canzone Buffalo Soldier, scritta insieme da Bob Marley e King Sporty, apparve per la prima volta nell'album del 1983 Confrontation. Molti Giamaicani, specialmente Rastafariani come Marley, identificarono i Buffalo Soldiers come esempio di uomini neri illustri che agirono con coraggio, onore e distinzione in un campo dominato dai bianchi, perseverando nonostante il razzismo e il pregiudizio endemici.
- L'opera lirica Buffalo Soldiers, basata sulla epopea della "Buffalo" in Italia nella seconda guerra mondiale, dell'International Opera Theater di Filadelfia è stata presentata nel 2012 in prima mondiale il 22 luglio a Città della Pieve,produttore Marco Bertozzi, per la regia di Karen Saillant.

### Cinema e televisione
- Il film western del 1960 I dannati e gli eroi, protagonista Woody Strode, racconta la storia del processo a un sottufficiale nero dell'esercito nel XIX secolo, falsamente accusato di stupro e omicidio. Uno dei personaggi narra la storia del termine buffalo soldier.
- Il 22 novembre 1968 un episodio della serie televisiva The High Chaparral (trasmessa in Italia con il titolo Ai confini dell'Arizona) intitolato The Buffalo Soldiers (in Italia I soldati di Buffalo, fraintendendo il nome dell'animale con quello della città omonima), con Yaphet Kotto, rese omaggio allo spirito patriottico dei soldati bisonte.[21]
- Il film televisivo del 1970 Le eroiche canaglie, con Stephen Boyd, Rosey Grier e Richard Pryor, ritraeva un'unità nera durante la Seconda guerra mondiale, guidata da un ufficiale bianco.
- Il film televisivo del 1979 Buffalo Soldiers, con Stan Shaw e John Beck, ritraeva ufficiali di cavalleria afroamericani e le loro azioni nel West durante le Guerre indiane della fine del XIX secolo.
- Il film del 1989 Glory - Uomini di gloria, con Morgan Freeman e Denzel Washington, racconta della formazione del primo reggimento formato da soli afroamericani, il 54º cavalleria, durante la guerra di secessione.
- Il film televisivo del 1997 Buffalo Soldiers, con Danny Glover, mise in risalto il loro ruolo nella storia militare degli Stati Uniti d'America.
- Il film del 2001 Buffalo Soldiers, attirò una certa attenzione. Basato sull'omonimo romanzo del 1993 di Robert O'Connor, la trama descriveva soldati americani (bianchi) distaccati in Germania durante la Guerra Fredda che vendevano merci sul mercato nero.
- Nel 2006 il canale History Channel trasmise uno speciale dal titolo Honor Deferred, che descriveva i membri dei Buffalo Soldiers durante la campagna d'Italia nella Seconda guerra mondiale.
- Il film Miracolo a Sant'Anna diretto da Spike Lee, uscito nel 2008, è la cronaca dei Buffalo Soldiers che prestarono servizio nell'invasione dell'Italia durante la Seconda guerra mondiale. Si basa sull'omonimo romanzo di James McBride.
- Nel 2008 Fred Kuwornu, un regista italiano che ha lavorato anche nel film di Spike Lee, ha prodotto e diretto il docufilm Inside Buffalo, intervistando una dozzina di veterani della 92ª Divisione e diversi partigiani italiani che hanno combattuto insieme contro i tedeschi.
- La serie Netflix del 2017 Godless cita i Buffalo Soldiers e spiega le origini del termine. Alcuni veterani avevano fondato un villaggio chiamato "blackdom" e venivano rispettati e temuti come abili combattenti, anche se erano ghettizzati dai bianchi del vicino villaggio.
- In The Great War, un film statunitense del 2019 diretto da Steven Luke, una compagnia di Buffalo soldier è isolata dietro le linee tedesche, durante l'ultima settimana della prima guerra mondiale.

### Libri
- Nel romanzo Paura senza limite, di Tom Clancy, il 10º Reggimento di Cavalleria è ricostituito come Reggimento di Cavalleria Corazzata. Viene schierato in Israele sia per fungere da centro di addestramento per le Forze di difesa israeliane, sia per dimostrare l'impegno degli Stati Uniti a garantire la sicurezza di Israele dopo un trattato di pace generale in Medio Oriente. Il 10º Reggimento di Cavalleria appare anche in un altro romanzo di Clancy, Potere esecutivo, dove combatte contro un tentativo di invasione dell'Arabia Saudita e del Kuwait da parte di un nuovo stato islamico formato dall'unione dell'Iran e dell'Iraq.
- Nel racconto di Joe R. Lansdale Vita da soldati e nel romanzo Paradise Sky che ne riprende il soggetto ampliandolo, il protagonista Nat Love si arruola nel 9º Reggimento di Cavalleria formato da soldati di colore.

### Fumetti
- Nel fumetto italiano Tex edito dalla Sergio Bonelli Editore gli albi nn. 569-571 sono dedicati alla storia e all'epopea dei Buffalo Soldiers. Nel racconto, scritto da Mauro Boselli e disegnato da Giovanni Ticci, sia pure rielaborati e romanzati, compaiono molti riferimenti a fatti e personaggi storici (ad esempio uno dei soldati di colore si chiama Pompey Factor, come il vero "soldato bisonte" ritratto nella foto all'inizio di questa voce, che fu insignito della Medaglia d'onore del Congresso nel 1875).[22]
- La miniserie a fumetti Deadwood Dick della Sergio Bonelli Editore traspone le avventure di Nat Love narrate da Joe R. Lansdale, tra le quali quella tra i Buffalo Soldiers nel già citato racconto.